# Deutsche Fußballmeisterschaft 1938/39
Die 32. deutsche Meisterschaftssaison 1938/39 war die letzte Fußballmeisterschaft des nationalsozialistischen Deutschlands vor dem Zweiten Weltkrieg.
Allerdings hatte die Expansionsphase des „tausendjährigen Reiches“ bereits eingesetzt. Im März 1938 war Österreich angeschlossen worden und am 29. September 1938 wurde nach dem Münchner Abkommen auch das Sudetenland annektiert, welches von der Tschechoslowakei abgetrennt wurde. Beide Gebiete wurden jeweils als neue Fußballgaue eingerichtet (Österreich unter dem Namen „Ostmark“), so dass es nunmehr 18 Gauligen und somit auch 18 Endrundenteilnehmer gab. Propagandistisch sprach man in Deutschland von der ersten „großdeutschen Meisterschaft“. Der Austragungsmodus musste aufgrund der veränderten Teilnehmerzahl leicht modifiziert werden: Die Vorrunde wurde nun in drei Gruppen mit vier Mannschaften und einer Gruppe mit sechs Mannschaften ausgetragen, wobei die Gruppe mit sechs Teams zunächst in zwei Untergruppen zu drei Mannschaften spielte und dann deren Sieger im Gruppenfinale den Gruppensieger ausspielten.
Die neu hinzugekommenen Mannschaften aus Österreich (und dies bedeutete: aus Wien) waren überaus spielstark. So hatte der SK Rapid Wien bereits den Tschammerpokal 1938 gewonnen und mit dem SK Admira Wien erreichte auch auf Anhieb ein österreichisches Team das Finale um die deutsche Meisterschaft. Dort allerdings erlebten die Wiener ein Fiasko. Sie unterlagen ihrem Gegner FC Schalke 04 mit 0:9. Es war die höchste Endspielniederlage aller Zeiten und für die Gelsenkirchener der 4. deutsche Meistertitel.
Auch organisatorisch änderte sich in diesem Jahr wieder etwas im deutschen Fußball. Am 21. Dezember 1938 wurde der Deutsche Reichsbund für Leibesübungen in die NSDAP eingegliedert und nannte sich fortan „Nationalsozialistischer Reichsbund für Leibesübungen“ (NSRL). Damit war jegliche Eigenständigkeit der Sportvereine aufgehoben. Alle Besitztümer gingen auf die NSDAP über. Allerdings war die Eingliederung vom DRL angestrebt worden, um dem immer größer werdenden Druck durch Konkurrenzorganisationen wie Hitler-Jugend, Kraft durch Freude und SS entgegensteuern zu können.

## Teilnehmer an der Endrunde
| Verein                       | Qualifiziert als                       |
| SV Hindenburg Allenstein     | Meister der Gauliga Ostpreußen         |
| Viktoria Stolp               | Meister der Gauliga Pommern            |
| Blau-Weiß 90 Berlin          | Meister der Gauliga Berlin-Brandenburg |
| Vorwärts-Rasensport Gleiwitz | Meister der Gauliga Schlesien          |
| Dresdner SC                  | Meister der Gauliga Sachsen            |
| SV Dessau 05                 | Meister der Gauliga Mitte              |
| Hamburger SV                 | Meister der Gauliga Nordmark           |
| VfL Osnabrück                | Meister der Gauliga Niedersachsen      |
| FC Schalke 04                | Meister der Gauliga Westfalen          |
| Fortuna Düsseldorf           | Meister der Gauliga Niederrhein        |
| SpVgg Sülz 07                | Meister der Gauliga Mittelrhein        |
| CSC 03 Kassel                | Meister der Gauliga Hessen             |
| Wormatia Worms               | Meister der Gauliga Südwest            |
| VfR Mannheim                 | Meister der Gauliga Baden              |
| Stuttgarter Kickers          | Meister der Gauliga Württemberg        |
| 1. FC Schweinfurt 05         | Meister der Gauliga Bayern             |
| SK Admira Wien               | Meister der Gauliga Ostmark            |
| Warnsdorfer FK               | Meister der Gauliga Sudetenland        |

## Gruppenspiele

### Gruppe 1
| Pl. | Verein                   | Sp. | S | U | N | Tore    | Quote | Punkte |
| --- | ------------------------ | --- | - | - | - | ------- | ----- | ------ |
| 1.  | Hamburger SV             | 6   | 4 | 1 | 1 | 022:110 | 2,00  | 09:30  |
| 2.  | VfL Osnabrück            | 6   | 2 | 2 | 2 | 010:120 | 0,83  | 06:60  |
| 3.  | SV Hindenburg Allenstein | 6   | 2 | 1 | 3 | 010:120 | 0,83  | 05:70  |
| 4.  | Blau-Weiß 90 Berlin      | 6   | 1 | 2 | 3 | 007:140 | 0,50  | 04:80  |

| Datum          |                       | Ergebnis  |                       | Stadion                                 |
| -------------- | --------------------- | --------- | --------------------- | --------------------------------------- |
| 02. April 1939 | Blau-Weiß 90          | 3:3 (2:2) | Hamburger SV          | Berlin, Olympiastadion                  |
| 02. April 1939 | VfL Osnabrück         | 0:0       | Hindenburg Allenstein | Hannover, Stadion am Bischofsholer Damm |
| 16. April 1939 | Hamburger SV          | 5:1 (2:1) | VfL Osnabrück         | Hamburg, Rothenbaum-Stadion             |
| 16. April 1939 | Hindenburg Allenstein | 1:2 (1:1) | Blau-Weiß 90          | Allenstein, Waldstadion                 |
| 23. April 1939 | Blau-Weiß 90          | 1:3 (0:2) | VfL Osnabrück         | Berlin, Olympiastadion                  |
| 23. April 1939 | Hindenburg Allenstein | 1:4 (0:2) | Hamburger SV          | Königsberg, Horst-Wessel-Stadion        |
| 30. April 1939 | VfL Osnabrück         | 1:1 (0:1) | Blau-Weiß 90          | Bremen, Weserstadion                    |
| 30. April 1939 | Hamburger SV          | 5:2 (2:1) | Hindenburg Allenstein | Hamburg, Rothenbaum-Stadion             |
| 14. Mai 1939   | Hindenburg Allenstein | 3:1 (1:0) | VfL Osnabrück         | Allenstein, Waldstadion                 |
| 14. Mai 1939   | Hamburger SV          | 3:0 (1:0) | Blau-Weiß 90          | Hamburg, Stadion Hoheluft               |
| 21. Mai 1939   | VfL Osnabrück         | 4:2 (4:2) | Hamburger SV          | Osnabrück, Bremer Brücke                |
| 21. Mai 1939   | Blau-Weiß 90          | 0:3 (0:2) | Hindenburg Allenstein | Berlin, Mommsenstadion                  |

- Das Spiel Allenstein : BW Berlin fand im Waldstadion Allenstein statt.

(Quelle Kicker Nr.  16 vom 18.  April 1939, Seite 6)
- Der Mauraunenhof in Königsberg hieß zu dieser Zeit Horst-Wessel-Stadion.

(Quelle Kicker Nr.  17 vom 25.  April 1939, Seite 6)
- Das Spiel Allenstein : Osnabrück fand auf dem gleichen Platz , wie das Spiel gegen Berlin statt .

(Quelle : Kicker Nr. 20 vom 16.Mai 1939 , Seite 6 )

### Gruppe 2

#### Gruppe 2a
| Pl. | Verein             | Sp. | S | U | N | Tore    | Quote | Punkte |
| --- | ------------------ | --- | - | - | - | ------- | ----- | ------ |
| 1.  | Fortuna Düsseldorf | 4   | 3 | 0 | 1 | 007:400 | 1,75  | 06:20  |
| 2.  | SpVgg Sülz 07      | 4   | 2 | 0 | 2 | 010:600 | 1,67  | 04:40  |
| 3.  | Viktoria Stolp     | 4   | 1 | 0 | 3 | 001:800 | 0,13  | 02:60  |

| Datum          |                    | Ergebnis  |                    | Stadion                     |
| -------------- | ------------------ | --------- | ------------------ | --------------------------- |
| 02. April 1939 | SpVgg Sülz 07      | 1:3 (0:2) | Fortuna Düsseldorf | Köln, Müngersdorfer Stadion |
| 07. April 1939 | Viktoria Stolp     | 0:2 (0:0) | SpVgg Sülz 07      | Stolp, Germania-Platz       |
| 16. April 1939 | Fortuna Düsseldorf | 1:0 (0:0) | Viktoria Stolp     | Düsseldorf, Flinger Broich  |
| 23. April 1939 | SpVgg Sülz 07      | 5:0 (3:0) | Viktoria Stolp     | Köln, Stadion Radrennbahn   |
| 30. April 1939 | Fortuna Düsseldorf | 3:2 (2:1) | SpVgg Sülz 07      | Düsseldorf, Rheinstadion    |
| 07. Mai 1939   | Viktoria Stolp     | 1:0 (1:0) | Fortuna Düsseldorf | Stolp, Germania-Platz       |

- Das Spiel Köln-Sülz : Stolp fand im Stadion-Radrennbahn in Müngersdorf, der Heimstätte von Köln-Sülz statt.

(Quelle Fußball Nr.  17 vom 25. April 39, Seite 9)

#### Gruppe 2b
| Pl. | Verein               | Sp. | S | U | N | Tore    | Quote | Punkte |
| --- | -------------------- | --- | - | - | - | ------- | ----- | ------ |
| 1.  | Dresdner SC          | 4   | 3 | 0 | 1 | 009:300 | 3,00  | 06:20  |
| 2.  | 1. FC Schweinfurt 05 | 4   | 3 | 0 | 1 | 009:400 | 2,25  | 06:20  |
| 3.  | Warnsdorfer FK       | 4   | 0 | 0 | 4 | 005:160 | 0,31  | 0:80   |

| Datum          |                   | Ergebnis  |                   | Stadion                            |
| -------------- | ----------------- | --------- | ----------------- | ---------------------------------- |
| 07. April 1939 | Dresdner SC       | 3:1 (3:0) | Warnsdorfer FK    | Dresden, Stadion am Ostragehege    |
| 10. April 1939 | Warnsdorfer FK    | 1:4 (0:2) | FC Schweinfurt 05 | Aussig, Kampfbahn Kleische         |
| 16. April 1939 | FC Schweinfurt 05 | 1:0 (1:0) | Dresdner SC       | Bamberg, Volksparkstadion          |
| 23. April 1939 | Warnsdorfer FK    | 1:5 (0:1) | Dresdner SC       | Warnsdorf, Stadion am Hauptbahnhof |
| 30. April 1939 | FC Schweinfurt 05 | 4:2 (3:1) | Warnsdorfer FK    | Schweinfurt, Willy-Sachs-Stadion   |
| 07. Mai 1939   | Dresdner SC       | 1:0 (0:0) | FC Schweinfurt 05 | Chemnitz, Großkampfbahn            |

- Das Spiel Dresden : Schweinfurt fand in der Großkampfbahn Chemnitz (heute Sportforum) vor 50.000 Zuschauern statt.

(Quelle : Fußball Nr. 19 vom 9.Mai 1939 , Seite 6)

#### Gruppenfinale
| Datum        |                    | Ergebnis  |                    | Stadion                         |
| ------------ | ------------------ | --------- | ------------------ | ------------------------------- |
| 14. Mai 1939 | Dresdner SC        | 4:1 (2:0) | Fortuna Düsseldorf | Dresden, Stadion am Ostragehege |
| 21. Mai 1939 | Fortuna Düsseldorf | 3:3 (1:2) | Dresdner SC        | Düsseldorf, Rheinstadion        |
| Gesamt:      | Dresdner SC        | 7:4       | Fortuna Düsseldorf |                                 |

### Gruppe 3
| Pl. | Verein              | Sp. | S | U | N | Tore    | Quote | Punkte |
| --- | ------------------- | --- | - | - | - | ------- | ----- | ------ |
| 1.  | SK Admira Wien      | 6   | 3 | 1 | 2 | 020:110 | 1,82  | 07:50  |
| 2.  | Stuttgarter Kickers | 6   | 3 | 1 | 2 | 013:130 | 1,00  | 07:50  |
| 3.  | VfR Mannheim        | 6   | 2 | 1 | 3 | 012:160 | 0,75  | 05:70  |
| 4.  | SV Dessau 05        | 6   | 2 | 1 | 3 | 006:110 | 0,55  | 05:70  |

| Datum          |                     | Ergebnis  |                     | Stadion                               |
| -------------- | ------------------- | --------- | ------------------- | ------------------------------------- |
| 02. April 1939 | SK Admira Wien      | 6:2 (3:1) | Stuttgarter Kickers | Wien, Praterstadion                   |
| 07. April 1939 | SV Dessau 05        | 1:3 (1:2) | VfR Mannheim        | Dessau, Schillerpark                  |
| 16. April 1939 | Stuttgarter Kickers | 3:2 (2:2) | VfR Mannheim        | Stuttgart, Adolf-Hitler-Kampfbahn     |
| 16. April 1939 | SV Dessau 05        | 1:0 (1:0) | SK Admira Wien      | Halle (Saale), Horst-Wessel-Kampfbahn |
| 23. April 1939 | VfR Mannheim        | 3:0 (1:0) | SK Admira Wien      | Mannheim, Stadion                     |
| 23. April 1939 | Stuttgarter Kickers | 3:2 (1:0) | SV Dessau 05        | Stuttgart, Adolf-Hitler-Kampfbahn     |
| 30. April 1939 | VfR Mannheim        | 1:4 (0:1) | Stuttgarter Kickers | Mannheim, Stadion                     |
| 30. April 1939 | SK Admira Wien      | 5:1 (3:0) | SV Dessau 05        | Wien, Praterstadion                   |
| 07. Mai 1939   | VfR Mannheim        | 0:0       | SV Dessau 05        | Mannheim, Platz an den Brauereien     |
| 07. Mai 1939   | Stuttgarter Kickers | 1:1 (1:0) | SK Admira Wien      | Stuttgart, Adolf-Hitler-Kampfbahn     |
| 14. Mai 1939   | SK Admira Wien      | 8:3 (3:2) | VfR Mannheim        | Wien, Praterstadion                   |
| 21. Mai 1939   | SV Dessau 05        | 1:0 (0:0) | Stuttgarter Kickers | Halle (Saale), Horst-Wessel-Kampfbahn |

- Das Spiel Dessau : Admira Wien fand in Halle in der Horst-Wessel-Kampfbahn statt.

(Quelle : Fußball Nr. 16 vom 18.April 1939 , Seite 9 und Originalprogramm vom Spiel und Kicker Nr. 16 vom 18.April 1939 , Seite 9)
- Auch das Spiel Dessau : Stuttgart fand in Halle in der Horst-Wessel-Kampfbahn statt .

(Quelle : Fußball Nr.21 vom 23.Mai 1939 , Seite 8 )

### Gruppe 4
| Pl. | Verein                  | Sp. | S | U | N | Tore    | Quote | Punkte |
| --- | ----------------------- | --- | - | - | - | ------- | ----- | ------ |
| 1.  | FC Schalke 04           | 6   | 5 | 0 | 1 | 017:500 | 3,40  | 10:20  |
| 2.  | Vorwärts RaSpo Gleiwitz | 6   | 4 | 0 | 2 | 012:110 | 1,09  | 08:40  |
| 3.  | Wormatia Worms          | 6   | 3 | 0 | 3 | 012:100 | 1,20  | 06:60  |
| 4.  | CSC 03 Kassel           | 6   | 0 | 0 | 6 | 004:190 | 0,21  | 0:12   |

| Datum          |                   | Ergebnis  |                   | Stadion                                                    |
| -------------- | ----------------- | --------- | ----------------- | ---------------------------------------------------------- |
| 02. April 1939 | Vorwärts Gleiwitz | 5:3 (2:1) | Wormatia Worms    | Gleiwitz, Jahnstadion                                      |
| 02. April 1939 | FC Schalke 04     | 6:1 (2:0) | CSC 03 Kassel     | Gelsenkirchen, Union-Stadion am Südpark                    |
| 16. April 1939 | Wormatia Worms    | 0:1 (0:1) | FC Schalke 04     | Frankfurt, Waldstadion                                     |
| 16. April 1939 | CSC 03 Kassel     | 1:2 (1:0) | Vorwärts Gleiwitz | Kassel, Stadion an der Nürnberger Straße                   |
| 23. April 1939 | CSC 03 Kassel     | 1:3 (1:2) | FC Schalke 04     | Kassel, Stadion an der Nürnberger Straße                   |
| 23. April 1939 | Wormatia Worms    | 1:2 (1:1) | Vorwärts Gleiwitz | Frankenthal , Ostparkstadion                               |
| 30. April 1939 | Vorwärts Gleiwitz | 1:2 (1:0) | FC Schalke 04     | Breslau, Schlesierkampfbahn des Hermann-Göring-Sportfeldes |
| 30. April 1939 | Wormatia Worms    | 3:1 (0:0) | CSC 03 Kassel     | Worms, Alemannia-Platz                                     |
| 07. Mai 1939   | FC Schalke 04     | 1:2 (1:2) | Wormatia Worms    | Dortmund, Stadion Rote Erde                                |
| 07. Mai 1939   | Vorwärts Gleiwitz | 2:0 (1:0) | CSC 03 Kassel     | Gleiwitz, Jahnstadion                                      |
| 14. Mai 1939   | FC Schalke 04     | 4:0 (1:0) | Vorwärts Gleiwitz | Gelsenkirchen, Glückauf-Kampfbahn                          |
| 21. Mai 1939   | CSC 03 Kassel     | 0:3 (0:0) | Wormatia Worms    | Hanau, Stadion an der Aschaffenburger Straße               |

- Das Spiel Worms : Gleiwitz fand im Frankenthaler Ostparkstadion statt (20.000 Fassungsvermögen) vor 5.000 Zuschauern.

(Quelle: Fußball Nr. 17 vom 25.April 1939, Seite 16 und Kicker Nr. 17 vom 25.April 1939, Seite 11)
- Das Spiel Gleiwitz : Schalke fand in der Schlesierkampfbahn des Hermann-Göring-Sportfeldes in Breslau vor 45.000 Zuschauern statt.

(Quelle: Fußball Nr. 18 vom 2.Mai 1939, Seite 9)

## Halbfinale
| Datum         |                | Ergebnis             |              | Stadion                        |
| ------------- | -------------- | -------------------- | ------------ | ------------------------------ |
| 04. Juni 1939 | SK Admira Wien | 4:1 (2:1)            | Hamburger SV | Frankfurt am Main, Waldstadion |
| 04. Juni 1939 | FC Schalke 04  | 3:3 n. V. (3:3, 1:2) | Dresdner SC  | Berlin, Olympiastadion         |

### Wiederholungsspiel
| Datum         |               | Ergebnis  |             | Stadion                |
| ------------- | ------------- | --------- | ----------- | ---------------------- |
| 11. Juni 1939 | FC Schalke 04 | 2:0 (0:0) | Dresdner SC | Berlin, Olympiastadion |

## Spiel um Platz 3
| Datum         |             | Ergebnis  |              | Stadion                         |
| ------------- | ----------- | --------- | ------------ | ------------------------------- |
| 17. Juni 1939 | Dresdner SC | 3:2 (1:2) | Hamburger SV | Dresden, Stadion am Ostragehege |

## Finale
| Paarung        | FC Schalke 04 – SK Admira Wien |
| Ergebnis       | 9:0 (4:0) |
| Datum          | 18. Juni 1939 |
| Stadion        | Olympiastadion, Berlin |
| Zuschauer      | 100.000 |
| Schiedsrichter | Gerhard Schulz (Dresden) |
| Tore           | 1:0 Kalwitzki (7.), 2:0 Urban (12.), 3:0 Kalwitzki (25.), 4:0 Kalwitzki (30.), 5:0 Tibulski (53.), 6:0 Kalwitzki (61.), 7:0 Kalwitzki (80.), 8:0 Kuzorra (84.), 9:0 Szepan (89.)                         |
| FC Schalke 04  | Hans Klodt – Hans Bornemann, Otto Schweisfurth – Rudolf Gellesch, Otto Tibulsky, Walter Berg – Hermann Eppenhoff, Fritz Szepan, Ernst Kalwitzki, Ernst Kuzorra, Adolf Urban Cheftrainer: Otto Faist      |
| SK Admira Wien | Emil Buchberger – Josef Mirschitzka, Otto Marischka – Fritz Klacl, Hans Urbanek, Franz Hanreiter – Leopold Vogl, Franz Schilling, Karl Stoiber, Willy Hahnemann, Karl Durspekt Cheftrainer: Hans Skolaut |
| Platzverweise  | keine – Fritz Klacl (52.) |